# Orkljevec
Orkljevec – wieś w Słowenii, w gminie Mirna Peč. W 2018 roku liczyła 49 mieszkańców.